# Ochodaeidae
Ochodaeidae là một họ bọ cánh cứng phân bố rộng rãi.
Các con bọ này có kích thước nhỏ 3–10 mm, với cơ thể dài đến ovan có màu vàng, nâu đỏ, nâu và đen.